# Mesaphorura arbeai
Mesaphorura arbeai är en urinsektsart som beskrevs av Simon et al. 1994. Mesaphorura arbeai ingår i släktet Mesaphorura, och familjen blekhoppstjärtar. Arten är reproducerande i Sverige.